# أندرو بيرد (مغني)
أندرو بيرد (بالإنجليزية: Andrew Bird)‏ هو عازف قيثارة ومغن مؤلف ومونتير ومغني أمريكي، ولد في 11 يوليو 1973 في شيكاغو في الولايات المتحدة.

## وصلات خارجية
- الموقع الرسمي
- أندرو بيرد على موقع IMDb (الإنجليزية)
- أندرو بيرد على موقع الموسوعة البريطانية (الإنجليزية)
- أندرو بيرد على موقع ميوزك برينز (الإنجليزية)
- أندرو بيرد على موقع رولينغ ستون (الإنجليزية)
- أندرو بيرد على موقع إن إن دي بي (الإنجليزية)
- أندرو بيرد على موقع أول ميوزيك (الإنجليزية)
- أندرو بيرد على موقع ديسكوغز (الإنجليزية)
- أندرو بيرد على موقع قاعدة بيانات الفيلم (الإنجليزية)